# Кость Покотило
Ко́сть Покоти́ло (*д/н —після 1739) — український політичний та військовий діяч, кошовий отаман Війська Запорозького у 1739 році.

## Життєпис
Про дату і місце народження нічого невідомо. За деякою інформацію увійшов до козацької старшини ще під час існування Олешківської Січі. У 1738 році очолив групу невдоволених козаків діями російського уряду та участю у війні з османською імперією. Тому у 1739 році Покотила було обрано замість Івана Білицького, який більшу частину часу провів у походах на боці росіян. Новий кошовий став проводити політику неучасті запорозьких загонів у військових діях. Водночас намагався налагодити товариські відносини з російськими генералами, щоб не викликати конфлікту.
При цьому діяльність на посаді кошового отамана Покотила була переважно пов'язана зі заснуванням зимівників, будівництвом укріплень для оборони від грабіжницьких нападів кримських татар. За Покотила занепало значення козацької ради і зросла влада козацької старшини. Тим самим він намагався здобути підтримку заможних козаків, щоб переобиратися знову на посаді.
Втім діями кошового були невдоволені росіяни, які виявилися позбавленими запорозьких загонів у війни з османами, що тривала. Тому вже наприкінці року завдяки їхнім інтригам Покотила було позбавлено посади, а замість нього отримав булаву Яків Туркало, який відразу очолив загони на допомогу росіянам. Про подальшу долю Костя Покотила немає відомостей.